# Sorbaria
Sorbaria és un gènere de plantes amb flors dins la família rosàcia, conta de 9 espècies.

## Algunes espècies
- Sorbaria arborea
- Sorbaria kirilowii
- Sorbaria sorbifolia
- Sorbaria tomentosa